# Лайош Гартман
Лайош Гартман (угор. Hartmann Lajos; 11 жовтня 1947, Будапешт) — угорський футбольний арбітр. Арбітр ФІФА з 1984 по 1994 рік.

## Кар'єра
Матчі судить з 1964 року, з 1980 року — першого дивізіону чемпіонату Угорщини (дебютний матч 22 березня 1980 року «Печ» — «Дьйор») і загалом за кар'єру провів 196 ігор у вищому дивізіоні. Найвищим досятненням було обслуговування другого фінального матчу Кубка Угорщини 1994 року.
1984 року став арбітром ФІФА, замінивши легендарного співвітчизника Кароя Палотаї і працював зокрема на молодіжному чемпіонаті Європи 1992 року.